# فرانكي لين
فرانكي لين (بالإنجليزية: Frankie Lane)‏ (20 يوليو 1948 في المملكة المتحدة - 19 مايو 2011 في المملكة المتحدة) هو لاعب كرة قدم بريطاني في مركز حراسة المرمى. لعب مع نادي ترانمير روفرز لكرة القدم ونادي ليفربول ونوتس كاونتي ونادي كيترينغ تاون وBedford Town F.C. ‏.

## وصلات خارجية
- فرانكي لين على موقع قاعدة بيانات كرة القدم.إي يو (الإنجليزية)